# Fakarava (Polinesia Francesa)
Fakarava es una comuna francesa situada en la subdivisión de Islas Tuamotu-Gambier, que forma parte de la colectividad de ultramar de Polinesia Francesa.

## Composición
Está formada por la unión de las tres comunas asociadas de Fakarava, Kauehi y Niau, que abarcan los atolones de Aratika, Fakarava, Kauehi, Niau, Raraka, Taiaro y Toau:
| Comuna asociada de Fakarava |            |     |       |
| Aratika                     | 233 (2007) | 8.3 | 28.07 |
| Fakarava                    | 824        | 16  | 51.5  |
| Raraka                      | 67 (2002)  | 7.2 | 9.31  |
| Toau                        | 24 (2002)  | 12  | 2     |
| Comuna asociada de Kauehi   |            |     |       |
| Kauehi                      | 531        | 15  | 35.4  |
| Taiaro                      | 6          | 0   | 0     |
| Comuna asociada de Niau     |            |     |       |
| Niau                        | 226        | 20  | 11.3  |

## Demografía
| Gráfica de evolución demográfica de Fakavara entre 1971 y 2012 |
|                                                                |

Fuente: Insee